# 蝦蟇の油 自伝のようなもの
『蝦蟇の油 自伝のようなもの』（がまのあぶら じでんのようなもの）は、日本の映画監督である黒澤明の自伝書籍である。

## 概要
1978年3月から9月まで『週刊読売』に連載。加筆・訂正の再構成のうえ、1985年の映画『乱』公開前の1984年に岩波書店より単行本にて刊行された。以降1991年に同時代ライブラリー版が、2001年に岩波現代文庫版が刊行された。

## あらすじ
幼年期から始まり、少年期・兵役を経て、1936年に映画界に入ってから1943年に『姿三四郎』に監督デビュー・東宝争議を経て、1950年の『羅生門』までの半生を描く。